# Minoru Kitani
Minoru Kitani (木谷 実?, Kitani Minoru; Kōbe, 25 gennaio 1909 – 19 dicembre 1975) è stato un giocatore di go giapponese, fra i professionisti più celebri del Giappone.
Assieme a Go Seigen, Minoru Kitani è fautore della teoria del Shin fuseki, lo stile di gioco che ha rivoluzionato la disciplina alla metà del XX secolo.
Kitani è stato l'avversario di Shūsai nella sua ultima partita, prima di ritirarsi in pensione. Questo scontro è stato raccontato dal premio Nobel per la letteratura Yasunari Kawabata nel Il maestro di go, il nome di Kitani vi è cambiato in "Otake".

## Biografia
Giovane prodigio, allievo di Tamejirō Suzuki, ha attirato molto rapidamente l'attenzione su di lui negli anni che hanno seguito la creazione della Nihon Ki-in – l'associazione giapponese di giocatori professionisti di Go – nel 1924. È diventato grande amico e avversario ricorrente di Go Seigen, dopo il suo arrivo in Giappone dalla Cina.

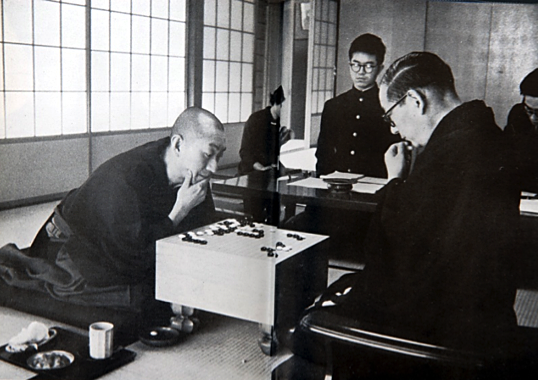
10ª partita del jubango fra Kitani e Go Seigen a Kamakura (1940).

Go Seigen e Kitani sono all'origine delle avanguardiste teorie del shin fuseki o "nuova apertura", sviluppata negli anni 1933-36 e che rivoluzionò le strategie di gioco, soprattutto nello sviluppo delle prime mosse, il fuseki. Hanno partecipato entrambi al Kamakura jubango, del 1939, la sfida in dieci partite fra le più influenti e memorabili del XX secolo. La partita è terminata con una vittoria di Go Seigen per 6 a 4. Il resto della carriera di Kitani non è stato brillante come i suoi inizi, penalizzato dai suoi problemi di salute. Durante questa seconda fase della sua vita, Kitani è stato riconosciuto per il suo stile particolare e spettacolare che consisteva nel favorire un gioco di difesa del territorio, piazzando delle pietre all'apparenza "timide", ma la cui estrema solidità gli permetteva in seguito di portare degli attacchi decisivi.

## Ildojo di Kitani
Kitani ha continuato la sua carriera in quanto maestro di Go, insegnando il gioco a futuri giocatori professionisti. Il dojo di Kitani venne fondato verso il 1945, nella casa di campagna di Kitani, mais veniva gestito da sua moglie. Lì, venne formata tutta una nuova generazione di giocatori di alto livelli che ha dominato il go giapponese dall'inizio degli anni settanta alla metà degli anni novanta. Fra gli allievi di Kitani, vi sono Hideo Otake, Masao Katō, Yoshio Ishida, Cho Chikun, Masaki Takemiya e Kōichi Kobayashi. Al momento della sua morte, Kitani era stato il maestro di più di 60 studenti, 40 dei quali erano diventati professionisti.
La stessa figlia di Kitani, Reiko (1939–1996), ha raggiunto il 6º dan professionista e ha vinto diverse volte l'All-Japan Women's Championship, oltre ad aver sposato uno dei migliori studenti di suo padre: Kōichi Kobayashi. La coppia ha avuto una figlia professionista, Izumi Kobayashi 6d, che ha sposato il collega Cho U 9d, a loro volta genitori di due professioniste, Cho Kosumi e Cho Koharu.

## Carriera

### Promozioni
| Grado | Anno |
| ----- | ---- |
| 1 dan | 1924 |
| 2 dan | 1926 |
| 3 dan | 1926 |
| 4 dan | 1927 |
| 5 dan | 1929 |
| 6 dan | 1933 |
| 7 dan | 1935 |
| 8 dan | 1942 |
| 9 dan | 1956 |

### Titoli
| Titolo              | Vittorie       | Piazzamenti          |
| ------------------- | -------------- | -------------------- |
| Hon'inbō            |                | 3 (1947, 1953, 1959) |
| Coppa NHK           | 1 (1960)       | 2 (1958, 1961)       |
| Asashi Top Position | 2 (1957, 1958) | 1 (1959)             |